# Abstract Window Toolkit

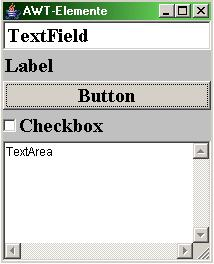
Okno s několika komponentami vytvořené pomocí AWT

Abstract Window Toolkit (AWT) je knihovna grafických uživatelských prvků pro platformu Java.
Jedná se o původní nástroj pro tvorbu grafického uživatelského rozhraní, vyvíjený firmou Sun Microsystems jako součást Javy. První verze vyšla v roce 1995, spolu s první verzí jazyka Java. Během dalšího vývoje se ale u AWT projevily chyby v návrhu a další problémy. Např. bylo závislé na platformě a tím porušovalo jeden z principů, na kterém je jazyk Java postaven. V roce 1997 Sun upustil od dalšího vývoje AWT a začal vyvíjet Swing.